# Rudolf Paul Klare
Rudolf Paul Klare (* 17. März 1913 in Waldkirch; † April 1945) war ein deutscher Jurist, Mitarbeiter des Deutschen Nachrichtenbüros, Mitglied der SS, Mitarbeiter des Sicherheitsdienstes, Beauftragter des Reichssicherheitshauptamtes zur Koordinierung der Sicherheitspolizei-Aktivitäten in Shanghai.

## Beruflicher Werdegang
Bereits in seiner Jugendzeit bemühte sich Rudolf Paul Klare um Zugang zu nationalsozialistischen Organisationen und setzte sich mit deren Weltanschauung auseinander. Der HJ trat er 1929 und der NSDAP zum 1. Mai 1932 bei (Mitgliedsnummer 1.129.131). Nach dreijähriger aktiver Dienstzeit in der Jugendorganisation bekam er 1933 das Goldene HJ-Abzeichen verliehen. In dieser Zeit begann er, sich auch in den regionalen Formationen der SA zu betätigen. Im Auftrag seines SA-Sturms absolvierte Klare noch im gleichen Jahr eine dreimonatige Wehrdienstzeit zu seiner militärischen Ertüchtigung. Das war damals ein auftragsgemässer Vorgang der SA-Stürme, sich auf diesem Weg „fit“ zu machen. Bereits Anfang des kommenden Jahres wechselte er von der SA zur SS. Seine SS-Mitgliedsnummer war 267.211. Das Abitur hatte er ebenfalls 1934 abgelegt und begann daraufhin ein Studium der Rechtswissenschaften. Nach drei Jahren Studienzeit legte er an der Universität Halle (Saale) seine Dissertation vor und promovierte zum Dr. jur. Das Thema seiner wissenschaftlichen Arbeit setzte sich mit Fragen des deutschen Strafrechtes und der strafrechtlichen Relevanz der Homosexualität auseinander. Darin bekannte er sich zur Notwendigkeit einer Ausdehnung des § 175 StGB auch auf lesbische Frauen und forderte, das Strafrecht als ein „Kampfrecht“ anzuwenden. Ein Feind sei jeder, der „Bestand, Kraft und Frieden des Volkes bedroht“ und Klare verlangte die „Vernichtung der Träger des asozialen Prinzips“. In einem Artikel, der ein Jahr später in der Zeitschrift „Der Hoheitsträger“ erschien, griff er dieses Thema erneut auf und bemühte sich in diesem Text um eine deutliche Kriminalisierung dieses genannten Personenkreises. Das entsprach der „Feindbild“-Deklaration des NS-Strafrechtes in den 1930er Jahren.

## Einsatz in Japan
Anfang 1939 reiste Rudolf Paul Klare als Austauschwissenschaftler von Deutschland nach Japan mit dem offiziell bekannt gegebenen Ziel, dort die japanische Sprache erlernen zu wollen. Eigentlich jedoch war er im Auftrag des Sicherheitsdienstes der NSDAP im Auslandseinsatz. Im Januar 1939 traf er in Japan ein und wurde bereits nach wenigen Wochen vom deutschen Konsulat in Mandschuko gezielt mit Aufträgen versorgt. Einer seiner wichtigsten Kontaktpartner war der an der deutschen Botschaft in Tokyo tätige Polizeiverbindungsführer, SS-Obersturmführer Franz Huber. Dieser befand sich im Auftrag der Abteilung III (SD-Ausland) des SD-Hauptamtes, und später des Reichssicherheitshauptamtes in Japan und war an der deutschen Botschaft in Japan zur Erfüllung von sicherheitspolitischen Aufgaben im Ostasienraum eingebaut worden. Zusätzlich hatte sich Klare als Korrespondent des Deutschen Nachrichtenbüros (DNB) anstellen lassen, um die tatsächlichen Aktivitäten vor Ort ausreichend tarnen zu können. Die bestanden darin, ein enges Netz von Kontaktpersonen und Informanten vor Ort zu knüpfen, die bis in den chinesischen Raum hinein beruflich oder wohnlich angebunden waren. Zusätzlich unternahm er immer wieder Reise nach China, die vor allem der Informationsbeschaffung und der Zusammenarbeit mit dort ansässigen Nachrichtenquellen dienten. In erster Linie versuchte er dabei deutschen Staatsangehörige, die sich in diesem Raum niedergelassen hatten, für nachrichtendienstliche Zwecke zu rekrutieren. Dazu gehörte unter anderem auch der deutsche Unternehmer Ernst Reimers, vom Pekinger Büro der Firma Carlowitz & Co., der eine solche Art der Zusammenarbeit mit dem Sicherheitsdienst ablehnte. Während seines Aufenthaltes in Japan wurde Klare im April 1939 zum SS-Untersturmführer befördert. Die dazu angefertigte Dokumentation trug den Vermerk seiner Zugehörigkeit als Mitarbeiter des Sicherheitsdienstes.

## Einsatz in China
Nach zwei Jahren Tätigkeit in Japan wechselte Rudolf Paul Klare im Juli 1941 nach Shanghai. Zum Sommer 1941 war dort die Deutsche Informationsstelle (DI) durch Jesco von Puttkamer (1903–1969) eingerichtet worden, die als Organisationsform des Auswärtigen Amtes, Abteilung D im chinesisch-japanischen Raum gezielt die NS-Propagandatätigkeit und die Informationsbeschaffung zum Hauptgegenstand hatte. Zugleich bestand eine Übereinkunft zwischen Puttkamer und der Abteilung VI des Reichssicherheitshauptamtes, die gemeinsame Arbeit, den Informationsaustausch und das Zusammenwirken betreffend. Sofort mit seinem Eintreffen in Shanghai wurde Klare in den Stab der Deutschen Informationsstelle aufgenommen, die ab Anfang 1942 ihren Sitz in der Great West Road Nr. 7 in Shanghai hatte. Damit erhielt Klare für seine nachrichtendienstliche Tätigkeit eine erneute „offizielle“ Legitimation. Von diesem Zeitpunkt an organisierte er seine Informationsbeschaffung und die Bearbeitung von SD-Sonderprojekten über den in Shanghai angesiedelten Polizeiattaché Franz Huber (* 1912). Beide kannten sich bereits seit 1940, als Huber ebenfalls noch in Tokyo stationiert war. Klare hatte den Auftrag von Berlin, mit seinem Eintreffen in Shanghai hauptsächlich zu Huber die Verbindung herzustellen. Fast zeitgleich wechselte der Attaché mit Klare 1941 nach Shanghai. Dort wurde er in der deutschen Gesandtschaft, die seit diesem Zeitpunkt von Martin Fischer (1882–1961) geführt wurde, eingebaut. Die pflichtgemäße Berichterstattung zur Lage, über sicherheitsrelevante Ereignisse, sowie ausgewählte Aufträge, so auch über die Beobachtung der jüdischen Emigranten vor Ort, erfolgte unter Weglassung der nachrichtendienstlichen Spezifika über die Gesandtschaft. Diese relativ offiziellen Berichte gingen stets über den Tisch des Stellvertreters der deutschen Gesandtschaft, Elgar von Randow (1904–1977) und wurden daraufhin in der deutschen Botschaft auf dem Territorium Chinas durch Erich Kordt (1903–1969) gesammelt und vor der Weiterleitung nach Berlin gelesen und abgezeichnet. Die speziellen nachrichtendienstliche Informationen leitete Klare unter Nutzung der diplomatischen Nachrichtenmittel, aber mit einem eigenen Schlüsselsystem an das Reichssicherheitshauptamt. Zu den von Klare geführten Informanten in diesem Territorium konnten etwa 30 Personen identifiziert werden. Zu ihnen gehörte unter anderem der Hochstapler Ignaz Trebitsch-Lincoln (1879–1943) und der Agentenführer Frederick Anton Wiehl (1902–1982).
In den Wirren der politischen und militärischen Ereignisse im ostasiatischen Raum verlieren sich die Spuren Klares ab Ende 1943. Er verstarb im April 1945 an unbekanntem Ort und aus nicht ersichtlichen Gründen.

## Publikationen
- Homosexualität und Strafrecht, Hanseatische Verlagsanstalt 1937, (Dissertation an der Universität Halle/Saale)
- Die Homosexuellen als politisches Problem, in Zeitschrift „Der Hoheitsträger“ Heft 3, Jahrgang 1938, S. 98ff.